# Urlop w Wenecji
Urlop w Wenecji (ang. Summertime) – brytyjsko-amerykański melodramat z 1955 roku w reżyserii Davida Leana. Adaptacja sztuki Arthura Laurentsa pt. The Time of the Cuckoo (1952).

## Opis fabuły
Jane Hudson, nigdy niezamężna Amerykanka w średnim wieku, przyjeżdża do Wenecji na swój wymarzony urlop w Europie. W jednej z przytulnych kawiarenek "wpada w oko" przystojnemu Włochowi imieniem Renato. Obydwoje ulegają wzajemnej fascynacji, która szybko przeradza się w płomienne uczucie. Jednak odkrycie przez Jane faktu, że ma do czynienia z żonatym mężczyzną (nie do końca szczerym), w połączeniu z jej purytańską mentalnością oraz świadomością, że wraz z końcem urlopu obydwoje będą musieli powrócić do swoich "ról", wbrew autentycznym uczuciom doprowadza do rozstania. Jego symbolem jest ostatnia scena filmu – kiedy spóźniony na odjazd pociągu Jane, Renato bezskutecznie biegnie po peronie usiłując wręczyć jej drobny upominek – symboliczny biały kwiat gardenii.

## Obsada aktorska
- Katharine Hepburn – Jane Hudson
- Rossano Brazzi – Renato de Rossi
- Isa Miranda – pani Fiorini
- Darren McGavin – Eddie Yaeger
- Mari Aldon – Phyl Yaeger
- Jane Rose – pani McIlhenny
- MacDonald Parke – pan McIlhenny
- Gaetano Autiero – Mauro
- Jeremy Spenser – Vito de Rossi
- Virginia Simion – Giovanna
- André Morell – angielski pasażer w przedziale
- Gino Cavalieri – konduktor na stacji

i inni.

## O filmie
Urlop w Wenecji był kolejnym filmem utalentowanego brytyjskiego reżysera Davida Leana, stworzonym u progu jego światowej kariery, jaką zapewniły mu kolejne dzieła takie jak: Most na rzece Kwai (1957), Lawrence z Arabii (1962), Doktor Żywago (1965). Po latach Lean uważał obraz za swój ulubiony film.
Film był adaptacją udanej sztuki Arthura Laurentsa z 1952 roku. Jednak jak pisali krytycy, uproszczoną i pozbawioną większości indywidualnych odcieni i psychologicznych subtelności teatralnego pierwowzoru.

## Odbiór
Obraz spodobał się zarówno widzom, jak i krytykom. Tylko z rozpowszechniania w kinach USA i Kanady przyniósł 2 mln. dolarów wpływów. Krytycy chwalili zwłaszcza kreację Katharine Hepburn jako "bezsporny" i "główny walor filmu".

Urlop w Wenecji stanowi idealny przykład tradycyjnego melodramatu z ambicjami psychologicznymi, opowieści o miłości pięknej i niemożliwej, namiętnej i przepojonej melancholią.

Ze względu na fabułę, film miał również problem z PCA, której szef – Geoffrey Shurlock – w liście skierowanym do kierownictwa United Artists (dystrybutora filmu w USA) odmówił certyfikacji filmu ze względu na przedstawione w nim "cudzołóstwo". Ostatecznie organizacja, stanowiąca ówcześnie w Stanach Zjednoczonych rodzaj nieformalnej cenzury, wydała zgodę na dystrybucję po usunięciu kilku "niemoralnych" scen z filmu.
Obecnie (2021), ponad 60 lat po premierze, w rankingu popularnego filmowego serwisu internetowego Rotten Tomatoes obraz posiada wysoką, 89-procentową, pozytywną ocenę "czerwonych pomidorów".

## Plenery
Plenery filmu były jak najbardziej autentyczne. Obraz powstawał m.in. w Wenecji, gdzie nakręcono 90 procent scen (pozostałe lokalizacje to Burano i Rzym). Uważny widz dostrzeże w nim charakterystyczne dla tego miasta miejsca z placem św. Marka włącznie. Według krytyków autentyczność plenerów była – ze względu na romantyczno-miłosną fabułę filmu – jego dodatkowym atutem. Amerykański krytyk filmowy Bosley Crowther w swojej recenzji filmu zamieszczonej w The New York Times uznał nawet miasto za odtwórcę głównej roli ("principal performer"). Początkowo lokalizacja zdjęć stanowiła problem dla władz miasta, które obawiały się, że pobyt amerykańskiej ekipy filmowej w wielu miejscach stanowiących atrakcję turystyczna miasta oraz zaangażowanie do filmu gondolierów (w pewnym momencie zagrozili oni nawet strajkiem o ile władze miasta wydadzą pozwolenie na zdjęcia) w szczycie sezonu turystycznego, może stanowić zagrożenie dla dochodów tej branży. Problem został rozwiązany, gdy  przekazało hojną darowiznę na fundusz utworzony w celu sfinansowania renowacji bazyliki św. Marka. Sam Lean miał również obiecać kardynałowi, że w świętych miejscach miasta i wokół nich nie będzie widać krótkich sukienek ani nagich ramion kobiet.
Źródła podają, że w kolejnych latach po premierze turystyka w mieście wzrosła, a miejsce gdzie w jednej ze scen filmu Hepburn wpada do kanału było jednym z najchętniej odwiedzanych.

## Nagrody i nominacje[9]
| Rok  | Nazwa/Wydarzenie                                       | Nagroda/Kategoria                 | Nominowany        | Rezultat   |
| ---- | ------------------------------------------------------ | --------------------------------- | ----------------- | ---------- |
| 1956 | Oscar                                                  | Najlepsza reżyseria               | David Lean        | nominacja  |
| 1956 | Oscar                                                  | Najlepsza aktorka pierwszoplanowa | Katharine Hepburn | nominacja  |
| 1956 | BAFTA                                                  | Najlepszy film                    |                   | nominacja  |
| 1956 | BAFTA                                                  | Najlepsza aktorka zagraniczna     | Katharine Hepburn | nominacja  |
| 1955 | National Board of Review                               | Top Ten Films                     |                   | 5. miejsce |
| 1955 | Nagroda Stowarzyszenia Nowojorskich Krytyków Filmowych | Najlepszy reżyser                 | David Lean        | nagroda    |
| 1955 | Nagroda Stowarzyszenia Nowojorskich Krytyków Filmowych | Najlepsza aktorka                 | Katharine Hepburn | nominacja  |